# 薩斯奎哈納州立公園 (馬里蘭州)
薩斯奎哈納州立公園（英語：Susquehanna State Park）是美國馬里蘭州的州立公園，位在薩斯奎哈納河下游，馬里蘭州的阿弗爾第格雷斯北方。公園主要區域在薩斯奎哈納河西岸，不過也管理河中島嶼與東岸土地。
公園範圍包括岩溪史蹟區（Rock Run Historical Area），其由岩溪磨坊（Rock Run Grist Mill）、重建之澤西收費亭（昔日收取通過底帕席特港大橋之費用）、薩斯奎哈納與潮水運河之遺跡，以及1804年岩溪大廈（1804 Rock Run Mansion，昔為磨坊主人 John Archer之住家）公園裡還有由私人營運的Steppingstone 博物館，展示1880年到1920年之間農村的工藝品。

## 活動設施
公園提供在薩斯奎哈納河上行舟與釣魚，兩個露營區有69個營位，還有一個野餐區。公園有長15英里（24）的步道供健行、登山自行車、騎馬之用。

## 外部連結
- Susquehanna State Park Maryland Department of Natural Resources
- Susquehanna State Park （页面存档备份，存于） World Database on Protected Areas